# Муро, Денис
Денис Муро (фр. Denis Mouraux; род.15 августа 1972 года в Рабате, королевство Марокко) — канадский конькобежец, специализирующийся в шорт-треке. Участник зимних Олимпийских игр 1994 года. 3-хкратный призёр чемпионатов мира. Окончил Университет Квебека в Монреале в степени бакалавр компьютерных наук.

## Спортивная карьера
Денис Муро родился в марокканском Рабате, но позже переехал в Канаду. В раннем детстве он начал заниматься конькобежным спортом и в возрасте 14 лет участвовал в соревнованиях. В декабре 1987 года Денис выступал на взрослом чемпионате Канады в Калгари на отдельных дистанциях и в спринтерском многоборье, где занял 44-е место. В 1990 году он перешёл в шорт-трек и уже в 1991 году на зимней Универсиаде в Саппоро в составе команды завоевал бронзовую медаль в эстафете, а также занял 18-е место в беге на 500 м, 25-е на 1000 м и 13-е место в беге на 1500 м.
Он дебютировал в марте 1993 года на командном чемпионате мира в Будапеште, где помог команде выиграть серебряную медаль. В феврале 1994 года на зимних Олимпийских играх в Лиллехаммере Муро стал запасным в эстафете, где команда Канады заняла в финале 4-е место. В марте на командном чемпионате мира в Кембридже выиграл с товарищами серебряную медаль, а в апреле на чемпионате мира в Гилфорде выиграл с командой бронзу в эстафете. 
В декабре 1994 года Денис Муро занял 13-е место на чемпионате Канады по конькобежном спорту в спринтерском многоборье. В 1995 году он завершил карьеру конькобежца.

## Карьера программиста
После ухода из конькобежного спорта в 1995 году Муро устроился помощником учителя в Университет Квебека в Монреале и работал в лаборатории информатики, помогая студентам с домашними заданиями/проектами до 2000 года. С 2001 года по 2004 год разработчик программного обеспечения в компании "Softimage Digital Studio", а с 2004 по 2011 года стал разработчиком программного обеспечения и звукового решения для видеоигр в "Audiokinetic Wwise". До 2013 года работал старшим инженером в команде геймплея Playground Games в Уорикшире в Великобритании. В 2017 году переехал в Париж, где проработал до декабря 2018 года старшим инженером-программистом в Инженерном центре Microsoft.